# Miguel Fleta
Miguel Burró Fleta (Albalate de Cinca, 1º dicembre 1897 – La Coruña, 29 maggio 1938) fu un tenore spagnolo. È stato, nonostante la sua breve carriera (1919-1937), uno dei più grandi tenori del XX secolo.

## Biografia
Miguel (Michele) Burro Fleta era il quattordicesimo figlio di Vicente Burro Gayán e María Fleta Esparragüerri. La sua famiglia era molto povera. Da giovane Fleta si esibiva come cantante di jota, e iniziò gli studi di canto classici solo nell'autunno del 1917 a Barcellona presso l'insegnante Luisa Pierrick, che poi divenne sua moglie.
Debuttò il 14 dicembre 1919 al Teatro Verdi di Trieste nel ruolo di Paolo nell'opera Francesca da Rimini di Riccardo Zandonai, diretta dallo stesso compositore. Seguirono poi altre scritture nei più importanti teatri europei e americani (Vienna, Roma, Madrid, Buenos Aires).
Nel 1921 al Teatro Costanzi di Roma è Radames in Aida con Ezio Pinza, Don José in Carmen (opera) diretto da Vincenzo Bellezza e Paolo in Francesca da Rimini diretto da Zandonai con Gilda Dalla Rizza e Mario Cavaradossi in Tosca (opera) diretto da Leopoldo Mugnone, al Teatro La Fenice di Venezia diretto da Antonio Guarnieri Don José in Carmen con Aristide Baracchi ed il duca di Mantova in Rigoletto ed al Teatro Comunale di Bologna Don Josè in Carmen diretto da Tullio Serafin con Conchita Supervia e Benvenuto Franci.
Nel 1922 a Roma è Romeo nella prima assoluta di Giulietta e Romeo (Zandonai) diretto dal compositore con la Dalla Rizza cantata anche al Teatro Colón di Buenos Aires diretta da Pietro Mascagni con la Dalla Rizza.
A seguito del suo debutto alla Metropolitan Opera di New York il 18 novembre 1923 come Cavaradossi in Tosca con Maria Jeritza ed Antonio Scotti, Fleta raggiunse la popolarità internazionale. 
Sempre nello stesso anno al Metropolitan è il duca di Mantova in Rigoletto, Fritz ne L'amico Fritz con Lucrezia Bori e Giuseppe Danise, Radames in Aida con Elisabeth Rethberg e Danise, Canio in Pagliacci (opera) con la Rethberg, Giuseppe De Luca (baritono), Lawrence Tibbett ed Angelo Badà e Don José in Carmen con De Luca, nel 1924 Rodolfo ne La bohème con la Bori e De Luca, Les contes d'Hoffmann con la Bori, De Luca, Badà e Tibbett e nel 1925 Andrea Chénier (opera) diretto da Serafin con Rosa Ponselle e Danise.
Il 25 aprile 1926 cantò il ruolo di Calaf nella prima assoluta postuma di Turandot di Giacomo Puccini, diretta da Arturo Toscanini con Rosa Raisa, Francesco Dominici e Maria Zamboni, alla Scala di Milano.
Nel 1926 Fleta e Luisa Pierrick, che nel frattempo avevano avuto due figli tra cui il tenore Pierre Fleta nato il 4 luglio 1925 a Villefranche-sur-Mer, si separarono. 
Nel 1927, a causa di una faringite, non poté onorare il suo contratto con la Metropolitan Opera, cosa che lo portò a dover sostenere un processo civile presso un giudice di Madrid.
Quando si fu ristabilito dalla malattia, la sua voce risultò ormai talmente compromessa che Fleta non poté tornare al suo antico successo: fece ritorno in Spagna, dove continuò la sua attività di cantante fino al 1937.
Nel 1928 a Roma è Edgardo in Lucia di Lammermoor diretto da Gino Marinuzzi (1882-1945) con Toti Dal Monte, Riccardo Stracciari ed Andrea Mongelli. Aderì alla Falange spagnola e ne incise l'inno Cara al sol. 
Nel 1938 morì in conseguenza di una uremia.
Durante la sua breve ma importante carriera, Fleta fu molto ammirato per la finezza con cui usava la sua voce ricca, flessibile e capace di grande estensione, e per la sua padronanza della tecnica del belcanto grazie alla quale era in grado di eseguire una perfetta mezza voce ed impressionanti filature di potenti note acute ridotte fino a flebile suono pianissimo. Fu uno dei modelli cui si ispirò il celebre soprano spagnolo Montserrat Caballé.

## Repertorio
| Ruolo                 | Titolo                 | Autore      |
| --------------------- | ---------------------- | ----------- |
| Elvino                | La sonnambula          | Bellini     |
| Arturo Talbot         | I puritani             | Bellini     |
| Don José              | Carmen                 | Bizet       |
| Faust                 | Mefistofele            | Boito       |
| Edgardo di Ravenswood | Lucia di Lammermoor    | Donizetti   |
| Fernando              | La favorita            | Donizetti   |
| Andrea Chénier        | Andrea Chénier         | Giordano    |
| Peri                  | Il Guarany             | Gomes       |
| Canio                 | Pagliacci              | Leoncavallo |
| Turiddu               | Cavalleria rusticana   | Mascagni    |
| Fritz Kobus           | L'amico Fritz          | Mascagni    |
| Des Grieux            | Manon                  | Massenet    |
| Vasco da Gama         | L'africana             | Meyerbeer   |
| Hoffmann              | I racconti di Hoffmann | Offenbach   |
| Rodolfo               | La bohème              | Puccini     |
| Mario Cavaradossi     | Tosca                  | Puccini     |
| Calaf                 | Turandot               | Puccini     |
| Duca di Mantova       | Rigoletto              | Verdi       |
| Radamès               | Aida                   | Verdi       |
| Lohengrin             | Lohengrin              | Wagner      |
| Paolo Malatesta       | Francesca da Rimini    | Zandonai    |
| Romeo Montecchi       | Giulietta e Romeo      | Zandonai    |

## Discografia
- Romanzas y Canciones - Miguel Fleta, Fonal
- Singer Portrait - Miguel Fleta, Vol. 1, The Art Of Singing
- Lebendige Vergangenheit - Miguel Fleta (Vol. 3), Preiser
- Miguel Fleta: Obra Completa, Vol. 4 (Recordings from 1928/30), Homokord
- Miguel Fleta (Recorded 1922 - 1927) - Miguel Fleta/Emilio Sagi-Barba, Nimbus